# Pierre-Olivier Gourinchas
Pierre-Olivier Gourinchas (* 30. März 1968) ist ein französischer Ökonom und seit 11. Januar 2022 Chefökonom des Internationalen Währungsfonds (IWF). Er ist Professor an der University of California, Berkeley.

## Leben
Pierre-Olivier Gourinchas wuchs in Montpellier im Süden Frankreichs auf. Er besuchte die École Polytechnique und promovierte 1996 am MIT in Wirtschaftswissenschaften. Bei den französischen Präsidentschaftswahlen 2017 unterstützte er Emmanuel Macron.

## Auszeichnungen
- Bernàcer-Preis 2007[3]
- Prix du meilleur jeune économiste de France (Preis für den besten jungen Wirtschaftswissenschaftler Frankreichs) 2008[4]